# Lapis Lazuli (漫画家)
Lapis Lazuli （らぴす らずり、7月30日 - ）は、 日本の元漫画家。男性。血液型はA型。現在は漫画家を引退している。

## 経歴・特徴
専門学校在籍中に、第27回ポプリ大賞準入選作の「Give Up Smoking?」が『COMICポプリクラブ』2003年9月号に掲載され、デビュー。フェチにこだわって描いているとのこと。橋本タカシ・士貴智志の影響を受けており、両者の本をぼろぼろになるまで読んでいた、という。専門学校の授業で作品を作る課題があり、尻を描くことに興味があったため、18禁漫画を描くようになった、とのこと。
おとなしめの女の子が性格を変貌させるところに興味があり、洋室より和室の方が舞台として好みだという。肉感的な体や迫力のある構図に毎度悩まされるそうである。
殆どの作品を『COMICポプリクラブ』誌に発表していた。アニメーションから影響を受けたようなシチュエーションや、甘い切ない、かつ明るい恋愛模様を描き、あまりダークなテーマは扱ってはいなかった。徐々に、線描写が濃密で細かくなってきていた。休刊直前まで、『COMICポプリクラブ』の有力な主軸作家であった。

## 作品リスト

### 単行本
1. 『Loving!』 2004年8月（2004年6月発売）、晋遊舎〈晋遊舎コミックス〉、ISBN 4-88380-418-6
  - 「Pa2」 （COMICポプリクラブ 2004年6月号）
  - 「－絆－」 （COMICポプリクラブ 2004年5月号）
  - 「WINTER AGAIN」 （COMICポプリクラブ 2004年3月号）
  - 「64」 （COMICポプリクラブ 2004年2月号）
  - 「Happiness」 （COMICポプリクラブ 2003年12月号）
  - 「LOVE LIFE」 （COMICポプリクラブ 2003年11月号）
  - 「CHOICE」 （COMICポプリクラブ 2004年3月号）
  - 「第二ボタンの誓い」 （COMICポプリクラブ 2004年1月号）
  - 「Give Up Smoking?」 （COMICポプリクラブ 2003年9月号）
  - 「遅刻させないもんね!」
  - 「自然なままで…」
  - 「ずっと一緒に…」
2. 『favorite H』 2005年6月（2005年5月発売）、晋遊舎〈晋遊舎コミックス〉、ISBN 4-88380-465-8
  - 『favorite H 新装版』 2007年7月27日発売[5]、マックス〈ポプリコミックス〉、ISBN 978-4-903491-35-6
3. 『DUAL GIRLS』 2006年6月23日発売[6]、晋遊舎〈晋遊舎コミックス〉、ISBN 4-88380-543-3
  - 「IRREGULAR」 （COMICポプリクラブ 2005年7月号）
  - 「史上最強の応援者!!」 （COMICポプリクラブ  2006年3月号）
  - 「世界に一つのプレゼント」 （COMICポプリクラブ 2006年5月号）
  - 「Miracle（ミラクル）」 （COMICポプリクラブ 2006年2月号）
  - 「見えるモノ見えないモノ」 （COMICポプリクラブ 2006年6月号）
  - 「かんけい」 （COMICポプリクラブ 2006年1月号）
  - 「おとなりさんLOVE」 （COMICポプリクラブ 2005年11月号）
  - 「たまには…」 （COMICポプリクラブ 2006年4月号）
  - 「ひみつ」 （COMICポプリクラブ 2005年8月号）
  - 「ROAD」 （COMICポプリクラブ 2005年12月号）
  - 「レイト」 （COMICポプリクラブ 2005年10月号）
4. 『Metamorphose』 2007年7月27日発売[7]、マックス〈ポプリコミックス〉、ISBN 978-4-903491-33-2
  - 「PROMISE」 （COMICポプリクラブ 2007年1月号）
  - 「最速への挑戦!!」 （COMICポプリクラブ 2007年7月号）
  - 「ロデオでGO!!」 （COMICポプリクラブ 2007年6月号）
  - 「なおしましょう！」 （COMICポプリクラブ 2007年5月号）
  - 「Action!」 （COMICポプリクラブ 2007年4月号）
  - 「いっぽん！」 （COMICポプリクラブ 2007年3月号）
  - 「Smile」 （COMICポプリクラブ 2006年12月号）
  - 「プライド」 （COMICポプリクラブ 2006年11月号）
  - 「FIGURE072－直の逆襲!?－」 （COMICポプリクラブ 2006年10月号）
  - 「おせわします♥」 （COMICポプリクラブ 2006年9月号）
5. 『なかだしHAPPY END主義♥』 2010年7月22日発売[8]、マックス〈ポプリコミックス〉、ISBN 978-4-86379-028-5
  - 「DIVIDE!」 （COMICポプリクラブ 2010年6月号）
  - 「バカとワンコと帰り道」 （COMICポプリクラブ 2010年5月号）
  - 「お金がない!?」 （COMICポプリクラブ 2010年3月号）
  - 「EC(R)O!!」 （COMICポプリクラブ 2010年4月号）
  - 「気づいてほしい♥」 （COMICポプリクラブ 2010年1月号）
  - 「親愛の証しは…!?」 （COMICポプリクラブ 2009年12月号）
  - 「バットー甲子園」 （COMICポプリクラブ 2009年11月号）
  - 「台風一過!」 （COMICポプリクラブ 2009年10月号）
  - 「色違い」 （COMICポプリクラブ 2009年9月号）
  - 「ERO-108」 （COMICポプリクラブ 2009年8月号）
  - 「サプライズ」 （COMICポプリクラブ 2009年7月号）
  - 「相性占い」 （COMICポプリクラブ 2007年10月号）
  - 「おまけマンガ」 （描き下ろし）
6. 『よりどり!えろむすめ♥』 2011年11月24日発売[9]、マックス〈ポプリコミックス〉、ISBN 978-4-86379-055-1
  - 「デジログ」 （COMICポプリクラブ 2011年10月号）
  - 「キレイになったら」 （COMICポプリクラブ 2011年9月号）
  - 「ばんぱいあ!?」 （COMICポプリクラブ 2011年8月号）
  - 「レッツ クッキング!!」 （COMICポプリクラブ 2011年7月号）
  - 「しがつついたち」 （COMICポプリクラブ 2011年5月号）
  - 「ぽかぽか♥」 （COMICポプリクラブ 2011年3月号）
  - 「あつあつ♥」 （COMICポプリクラブ 2011年4月号）
  - 「かまってほしいの♥」 （COMICポプリクラブ 2011年1月号）
  - 「いろいろみたい」 （COMICポプリクラブ 2010年12月号）
  - 「HIT!!」 （COMICポプリクラブ 2010年11月号）
  - 「おもいで♥」 （COMICポプリクラブ 2010年10月号）
  - 「RDB〜恋のレッドデータブック〜」 （COMICポプリクラブ 2010年7月号）
  - 「HOMERUN！」 （描き下ろし）
7. 『ふぇちかの!』 2013年11月25日発売、マックス〈ポプリコミックス〉、ISBN 978-4-86379-301-9
  - 「パンしり!」 （COMICポプリクラブ 2013年11月号）
  - 「READY?」 （COMICポプリクラブ 2013年10月号）
  - 「に～そ!」 （COMICポプリクラブ 2013年9月号）
  - 「いっぱいかけて?」 （COMICポプリクラブ 2013年8月号）
  - 「はじめての○○!」 （COMICポプリクラブ 2013年5月号）
  - 「かくせい!」 （COMICポプリクラブ 2013年4月号）
  - 「温泉でしっぽり♡」 （COMICポプリクラブ 2013年3月号）
  - 「きゅきゅって!」 （COMICポプリクラブ 2013年2月号）
  - 「くんかくんか♥」 （COMICポプリクラブ 2012年12月号）
  - 「愛情感じますか!?」 （COMICポプリクラブ 2011年11月号）
  - 「おせわします!」 （描き下ろし）
8. 『発情ヤリすぎこれくしょん!』 2015年2月21日発売[10]、マックス〈ポプリコミックス〉、ISBN 978-4-86379-345-3
  - 「exception!」 （COMICポプリクラブ 2014年10月号）
  - 「やりのこし」 （COMICポプリクラブ 2015年2月号）
  - 「そういう気分」 （COMICポプリクラブ 2015年1月号）
  - 「しゅくだい!」 （COMICポプリクラブ 2014年11月号）
  - 「ちぃおっきい」 （COMICポプリクラブ 2014年6月号）
  - 「ハメハマ!」 （COMICポプリクラブ 2014年5月号）
  - 「WALL!!」 （COMICポプリクラブ 2014年3月号）
  - 「付喪神」 （COMICポプリクラブ 2014年9月号）
  - 「うぉーきんぐ」 （COMICポプリクラブ 2014年4月号）
  - 「実験バカ」 （COMICポプリクラブ 2014年2月号）
  - 「こういうはじまり」 （COMICポプリクラブ 2014年8月号）

### 読み切り・連載
- 「クイコミ」 （COMICポプリクラブ 2004年8月号）
- 「Be Puzzled…」 （COMICポプリクラブ 2004年9月号）
- 「PRETEXT」 （COMICポプリクラブ 2004年10月号）
- 「シスらぶ」 （COMICポプリクラブ 2004年11月号 - 2005年1月号）
- 「ネコミミモード」 （COMICポプリクラブ 2005年2月号）
- 「前後賞合わせて一等は…」 （COMICポプリクラブ 2005年3月号）
- 「プチパイ」 （COMICポプリクラブ 2005年4月号）
- 「W－ダブル－」 （COMICポプリクラブ 2005年5月号）
- 「空白の原稿」 （COMICポプリクラブ 2007年9月号）
- 「かさねて」 （COMICポプリクラブ 2014年7月号）
- 「モーニングコーヒー」 （COMICポプリクラブ 2014年12月号）
- 「ぎゃっぷ!」 （COMICポプリクラブ 2015年5月号）
- 「3D=2D!」 （COMICポプリクラブ 2015年7月号）